# Australische Schabe

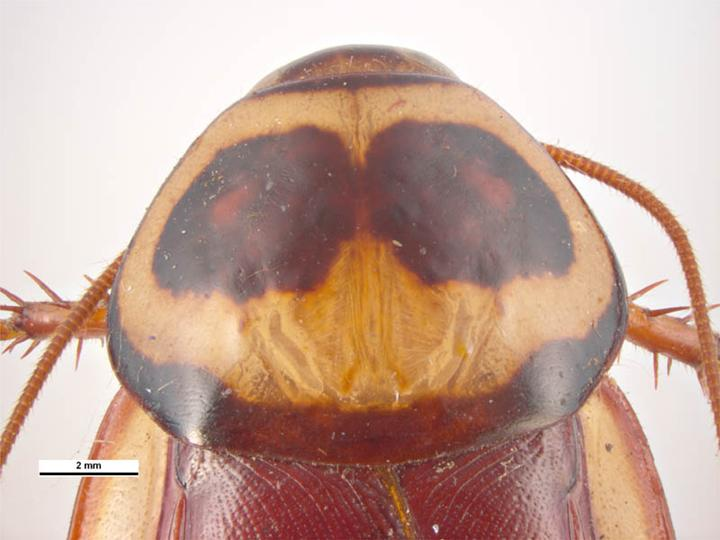
Der Halsschild (Pronotum) der Schabe

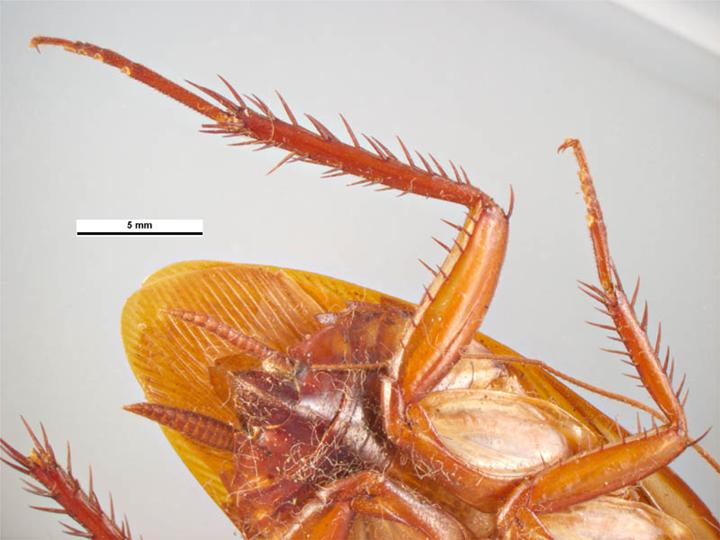
Ventrale Ansicht des Hinterleibs der Australischen Schabe

Die Australische Schabe (Periplaneta australasiae), auch Südliche Großschabe genannt, ist eine Art der zu den Insekten gehörenden Schaben. Sie stammt ursprünglich aus Afrika oder Südostasien und ist mittlerweile kosmopolitisch verbreitet.

## Merkmale
Die Körperlänge beträgt 23–35 mm. Die Grundfärbung ist schwarzbraun. Die Vorderflügel sind braun gefärbt. Auf ihnen befindet sich eine gelbliche oder blasse Längsbinde an der Basis des Vorderrands. Am hinteren Ende des Pronotums befindet sich eine gelbliche Querbinde. Sowohl bei Männchen als auch Weibchen sind die Vorderflügel länger als der Hinterleib (Abdomen), zudem ist das Ende gerundet. Am ersten Hinterleibssegment der Männchen befinden sich Haarbüschel als Drüsenstrukturen. Die Styli an der Subgenitalplatte beim Männchen sind so lang wie die Platte selbst oder länger. Beim Weibchen ist die Platte am Ende mit zwei Klappen besetzt. Dieses Merkmal teilen die Vertreter der Unterfamilie Blattinae.

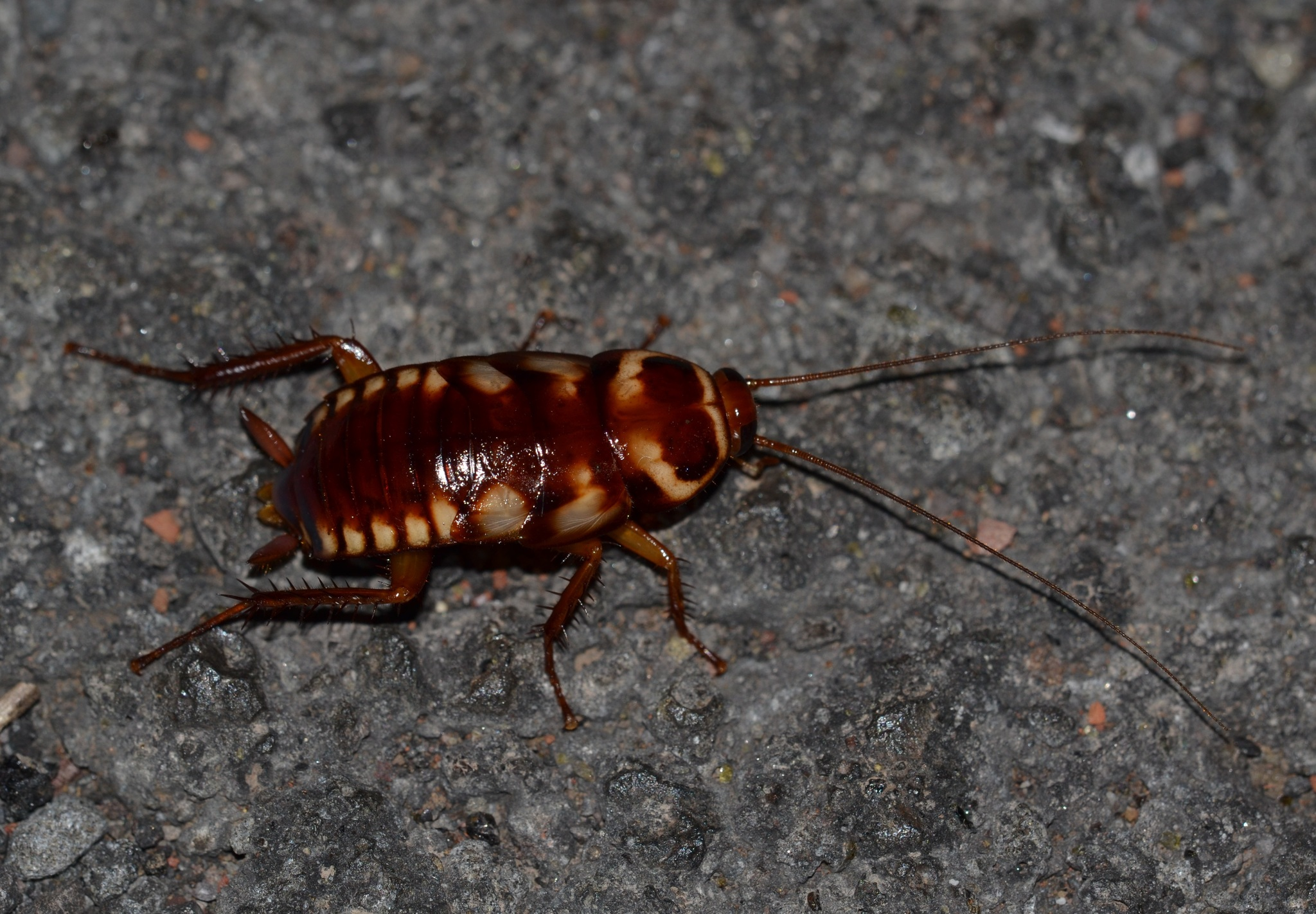
Nymphe der Australischen Schabe auf Hawaii

Die Nymphen können anhand der in späten Stadien deutlich hervortretenden hellen gelben Flecken an den Rändern von Mesonotum, Metanotum und Abdomen identifiziert werden.
Die Ootheken sind 10–11 mm lang.
Ähnliche Arten
Die Art ist etwas kleiner als die ähnliche Amerikanische Großschabe (Periplaneta americana). Dieser fehlt die gelbe Längsbinde auf den Flügeln.

## Verbreitung
Zur Herkunft der Art gibt es mehrere Vermutungen. Ob sie aus Afrika oder Südostasien stammt, ist nicht sicher. Mittlerweile ist sie kosmopolitisch verbreitet und lebt weltweit vor allem in tropischen und subtropischen Gebieten, breitet sich aber zunehmend auch in gemäßigte Klimazonen aus.
In Europa wurde die Art bisher zwar eher vereinzelt nachgewiesen, deckt aber dennoch ein großes Gebiet ab. Nachweise gibt es einmalig aus Südspanien, vereinzelt aus allen Landesteilen Frankreichs und Großbritanniens, einmalig aus dem Norden Irlands, regelmäßig aus Belgien, den Niederlanden und Deutschland, vereinzelt aus Norditalien, Österreich, Südostnorwegen, Estland und Bulgarien sowie regelmäßig aus Dänemark, dem Süden Schwedens und Finnlands und an einigen Stellen im Norden Skandinaviens.
In Amerika kommt sie vom Süden Kanadas im Norden (mit Ausnahme eines isolierten Fundortes in Alaska) bis Paraguay und in den Süden Brasiliens im Süden vor. Hier findet sie sich schwerpunktmäßig vom Süden und Südosten der Vereinigten Staaten bis Peru und Bolivien. Dabei werden auch zahlreiche Inseln besiedelt, z. B. Kuba, Hispaniola, Puerto Rico, Jamaika, die Galapagos-Inseln, Hawaii, Bermuda, die Bahamas und zahlreiche weitere Karibikinseln.
In Afrika wurde die Art südlich der Sahara vereinzelt nachgewiesen, nämlich in der Volksrepublik Kongo, der Zentralafrikanischen Republik, der Demokratischen Republik Kongo, Malawi, Südafrika sowie den Inseln und Inselstaaten Sao Tomé und Principe, St. Helena, Madagaskar, den Seychellen, Mauritius und Réunion. Im Nordwesten findet sich die Art auch auf den Kanarischen Inseln und Madeira.
In Asien lebt die Art von den Malediven und dem Süden Indiens inklusive Sri Lanka über Bangladesch, Bhutan und Myanmar bis in den Süden und Osten Chinas und nach Taiwan. Im Nordosten erreicht die Art dabei Anhui und im Osten die japanischen Ryūkyū-Inseln. Auch auf Iwojima, Haha-jima, Anatahan und Pagan wurde sie schon gefunden. Weiter südlich kommt die Art in Vietnam, Laos, Thailand, Malaysia, Indonesien und den Philippinen vor.
Trotz ihres Namens liegt der Ursprung der Art nicht in Australien. In Australien und Ozeanien lebt sie jedoch im Norden, Osten und Südosten Australiens, bevorzugt in Küstennähe, auf Tasmanien, Neuseeland, Neukaledonien, Lord Howe Island, Tonga, Französisch-Polynesien, dem Palmyra-Atoll und der Osterinsel.

## Lebensraum
In Mitteleuropa lebt die Art vor allem in Gewächshäusern, Tropenhäusern, Botanischen Gärten, Zoologischen Gärten und Lebensmittelbetrieben. Hier nutzt sie häufig Mauerrisse, Spalten von Gebäuden oder Abwasserkanäle als Verstecke. Von den fünf in Deutschland vorkommenden synanthropen Schabenarten galt die Australische Schabe 1998 noch als am seltensten, scheint sich aber stärker auszubreiten und wird auf iNaturalist in Deutschland mittlerweile deutlich häufiger nachgewiesen als die Amerikanische Großschabe.
Die Vorzugstemperatur der wärmebedürftigen Schabenart liegt bei etwa 30° C. Eine hohe Luftfeuchtigkeit ist vorteilhaft, die Art ist aber auch recht trockenheitsresistent, solange Wasser vorhanden ist.

## Lebensweise
Die Australische Schabe kann sich von einer Vielzahl verschiedener Nahrungsmittel ernähren, frisst jedoch nicht nur gelagerte Vorräte, totes pflanzliches Material und Aas, sondern auch an lebenden Pflanzen.
Die Weibchen legen jeweils 22–24 Eier in ihren Ootheken ab. Im Laufe des Lebens kann ein Weibchen rund 20–30 dieser Ootheken produzieren, in denen die Eier vor Umwelteinflüssen geschützt sind. Unter Optimalbedingungen schlüpfen die Nymphen nach rund 40 Tagen. Sie häuten sich 6- bis 12-mal, bis sie die Geschlechtsreife erreichen. Dabei vergeht unter Optimalbedingungen fast ein Jahr. Die Imagines leben dann noch 4–6 Monate.

## Schadwirkung
Die Australische Schabe gilt als Gesundheitsschädling und Materialschädling. Durch ihre Lebensweise können sie humanmedizinisch und veterinärmedizinisch bedeutsame Krankheitskeime verbreiten. In einer Laborstudie konnte sie experimentell mit verschiedenen Salmonellenarten infiziert werden. Ein Individuum der Australischen Schabe blieb dabei 18 Tage lang infektiös. Auch eine mögliche Verbreitung von Schimmelpilzsporen kann problematisch sein. Zudem kommen Schabenallergene als Verursacher der Hausstauballergie in Betracht. Da die Art sehr wärmeliebend ist, wird sie häufig von der Wärmeentwicklung technischer Geräte angezogen und kann Fehlfunktionen auslösen, wenn sie in elektronische Geräte eindringt.

## Systematik
Die Art wurde 1775 von Johann Christian Fabricius als Blatta australasiae erstbeschrieben. Weitere Synonyme lauten:
- Blatta aurantiaca Stoll, 1813
- Blatta domingensis Palisot de Beauvois, 1805
- Periplaneta emittens Walker, 1871
- Periplaneta inclusa Walker, 1868
- Periplaneta repanda Walker, 1868
- Periplaneta subcincta Walker, 1868
- Periplaneta zonata Haan, 1842
- Polyzosteria subornata Walker, 1871